# Округ Јичин
Округ Јичин (чеш. Okres Jičín) је округ у Краловехрадечком крају, у Чешкој Републици. Административно средиште округа је град Јичин.

## Становништво
Према подацима о броју становника из 2012. године округ је имао 79.686 становника.